# 1988-2022
1988-2022 is een verzamelalbum van Runes Order uit 1998. Gedurende het bestaan van Runes Order werd er muziek uitgebracht op muziekcassettes, muziekcassettes met heruitgave als cd-r, cd’s en op allerlei compilatiealbums met soortgelijke muziek. Op het "hoogtepunt" van hun roem eind jaren '90 was er vraag naar opnamen van de muziek die alleen op muziekcassette was verschenen. 1988-2022 vulde die behoefte op. 1988 is het beginjaar van de band met het album Mysantropia (de band heette toen nog Order 1968), 2022 is de titel van een cassette en een track daarop. Alle muziek is opgenomen in de Odal Studio, de geluidsstudio van Claudio Dondo (enig lid).

## Musici
- Claudio Dondo – synthesizers, elektronica, percussie

## Muziek
| Nr. | Titel                                                   | Duur |
| --- | ------------------------------------------------------- | ---- |
| 1.  | The wolf age (El gardino delle rune)                    | 5:47 |
| 2.  | Tragedy (onuitgebrachte track 1997)                     | 5:32 |
| 3.  | Child’s rape (van 2022)                                 | 4:43 |
| 4.  | Visions of Venus (van Electronic winter landscape 1993) | 8:22 |
| 5.  | 2022: Now ! (van 2022)                                  | 4:28 |
| 6.  | Remember (van Electronic winter landscape 1933)         | 5:37 |
| 7.  | Floating (van Electronic winter landscape 1993)         | 9:09 |
| 8.  | Christine (onuitgebrachte versie In Christine eyes)     | 4:41 |
| 9.  | Walhalla (van Mysantropia)                              | 4:29 |